# Hrlica
Hrlica és un poble i municipi d'Eslovàquia que es troba a la regió de Banská Bystrica.

## Història
La primera menció escrita de la vila es remunta al 1413.

## Demografia
| Godina             | 1994 | 2004    | 2014   | 2024    |
| ------------------ | ---- | ------- | ------ | ------- |
| Nombre de persones | 102  | 79      | 82     | 55      |
| Diferència         |      | −22,54% | +3,79% | −32,92% |

| Godina             | 2023 | 2024   |
| ------------------ | ---- | ------ |
| Nombre de persones | 56   | 55     |
| Diferència         |      | −1,78% |